# 황하이보

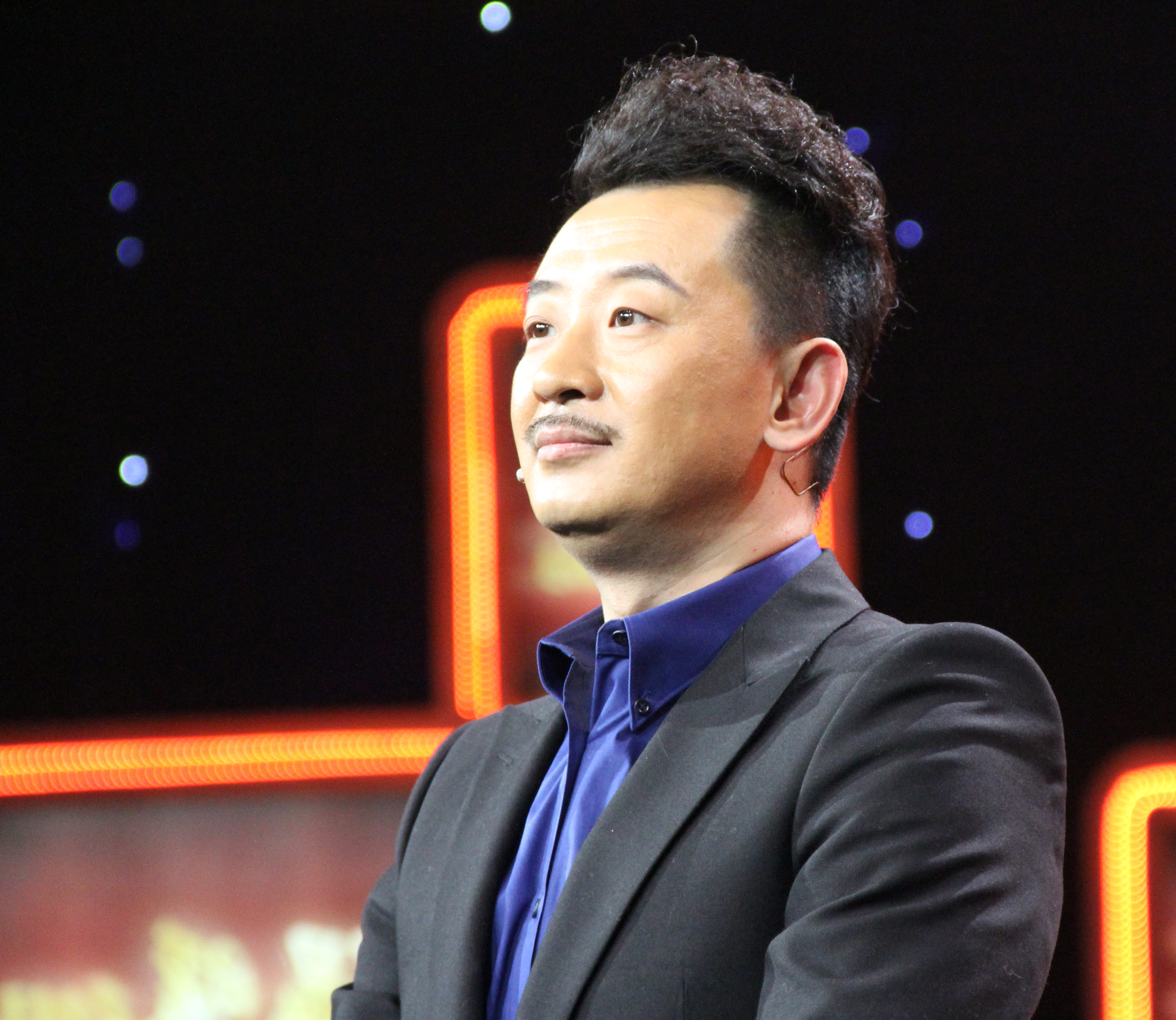

황하이보(중국어 간체자: 黄海波, 정체자: 黃海波, 병음: Huáng Hǎibō, 1976년 11월 25일 ~ )는 중국의 배우, 텔레비전 배우이다. 만주족 출신으로 톈진시 지저우구에서 태어났다.

## 방송
- 신편집부고사
- 난세삼의
- 新상해탄

## 영화
- 신편집부고사 (2013년)
- 난세삼의 (2013년)
- 승리 (2013년)
- 산위에 크리스마스 트리가 있다 (2012년)
- 전쟁자오선 (1990년)